# Synodontis koensis
Synodontis koensis är en fiskart som beskrevs av Pellegrin, 1933. Synodontis koensis ingår i släktet Synodontis och familjen Mochokidae. IUCN kategoriserar arten globalt som nära hotad. Inga underarter finns listade i Catalogue of Life.